# Diócesis de Siuna
La diócesis de Siuna (en latín: Dioecesis Siunaënsis) es una circunscripción eclesiástica de la Iglesia católica en Nicaragua. Se trata de una diócesis latina, sufragánea de la arquidiócesis de Managua. Desde el 8 de abril de 2021 su obispo es Isidoro del Carmen Mora Ortega.

## Territorio y organización
La diócesis tiene 47 385 km² y extiende su jurisdicción sobre los fieles católicos de rito latino residentes en la Región Autónoma de la Costa Caribe Norte y en los municipios de Paiwas, Desembocadura de Río Grande y La Cruz de Río Grande, de la Región Autónoma de la Costa Caribe Sur.
La sede de la diócesis se encuentra en la ciudad de Siuna, Triángulo Minero, en donde se halla la Catedral Nuestra Señora de Guadalupe .
En 2022 en la diócesis existían 18 parroquias, distribuida en los municipios y caseríos siguientes: Puerto Cabezas (Bilwi) Waspam, La Esperanza, Siksa Yaris, Rosita, Bonanza, Siuna, El Naranjo, Santa Rita, Mulukukú, Ubú Norte, San Pedro del  Norte y La Cruz de Río Grande. 

## Historia
La diócesis fue erigida el 30 de noviembre de 2017 con la bula Cunctae catholicae del papa Francisco, obteniendo el territorio del vicariato apostólico de Bluefields, que al mismo tiempo fue elevado a diócesis de Bluefields.

## Estadísticas
Según el Anuario Pontificio 2023 la diócesis tenía a fines de 2022 un total de 270 430 fieles bautizados.
| Año                                                                             | Población            | Población | Población      | Sacerdotes | Sacerdotes    | Sacerdotes    | Bautizados por sacerdote | Diáconos permanentes | Religiosos | Religiosos | Parroquias |
| Año                                                                             | Bautizados católicos | Total     | % de católicos | Total      | Clero secular | Clero regular | Bautizados por sacerdote | Diáconos permanentes | Varones    | Mujeres    | Parroquias |
| ------------------------------------------------------------------------------- | -------------------- | --------- | -------------- | ---------- | ------------- | ------------- | ------------------------ | -------------------- | ---------- | ---------- | ---------- |
| 2017                                                                            | 363 160              | 536 568   | 67.6           | 16         | 14            | 2             | 22 697                   |                      | ?          | 24         | 17         |
| 2020                                                                            | 265 096              | 590 224   | 44.9           | 24         | 21            | 3             | 11 045                   | 29                   | 3          | 35         | 13         |
| 2022                                                                            | 270 430              | 602 360   | 44.9           | 25         | 24            | 1             | 10 817                   | 3                    | 39         | 34         | 18         |
| Fuente: Catholic-Hierarchy, que a su vez toma los datos del Anuario Pontificio. |                      |           |                |            |               |               |                          |                      |            |            |            |

## Episcopologio
- David Albin Zywiec Sidor, O.F.M.Cap. † (30 de noviembre de 2017-5 de enero de 2020 falleció)[nota 1]
- Isidoro del Carmen Mora Ortega, desde el 8 de abril de 2021